# Géza Horváth

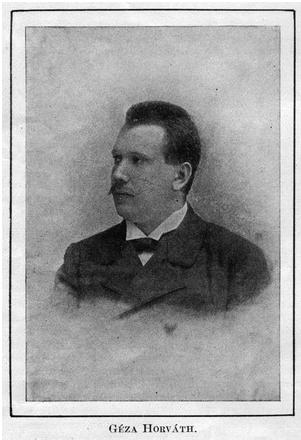
Géza Horváth

Géza Horváth (* 27. Mai 1868 in Komárom, Ungarn; † 19. Juli 1925 in Wien) war ein ungarischer Komponist, Arrangeur und Musikschuldirektor, der in Wien tätig war.

## Leben
Géza Horváth besuchte in seinem Heimatort Komárom die Musikschule und wurde im Alter von 18 Jahren hauptberuflich Musiker. Er studierte am Konservatorium der Stadt Wien und absolvierte 1892 die Prüfung zum staatlichen Musiklehrer. Nach einigen Jahren als Musiklehrer eröffnete Horvath seine eigene, private Musikschule.
Um 1911 war er tätig als Präsident des Gremiums der konzessionierten Musikschulinhaber.
Nach seinem Ableben 1925 wurde die private Musikschule Horvath (Hirschengasse 15, 1060 Wien) von seiner Tochter Blanca Horvath weitergeführt.

## Schaffen
Während seiner Zeit als Musikschuldirektor schuf Horvath zahlreiche Werke zum Erlernen von Klavier und Violine, die vielfach auch in modernen Unterrichtsmaterialien bis heute verwendet werden (z. B. Canzonetta).
Horvath gilt als einer der herausragenden Komponisten und Arrangeure für mehrhändiges Klavierspielen.
„Aus der Menge der schätzungsweise 400 Stücke für Klavier zu sechs Händen im 19. Jahrhundert ragen die Werke von Wilhelm Kramer und Géza Horváth hervor. Beide schufen in ihren zahlreichen Originalkompositionen und Bearbeitungen einen ausgewogenen Klaviersatz mit gleichen Anteilen für die drei Klavierpartner.“
Seine Werke wurden von namhaften Verlagen in Budapest, Wien, Leipzig, Mainz, Breslau, Paris, New York, Boston und Moskau verlegt.

## Erhaltene Werke
- Op. 5  Zigeuner-Weisen zu 4 Händen. Leipzig, A.P. Schmidt. Oktober 1898
- Op. 6  Zwei Lieder (Du meiner Seele schönster Traum, Ihr blauen Augen, gute Nacht). Leipzig, Hofmeister
- Op. 7  Die Glocke von Innisfare. Eine Weihnachtssage als 3, durch Deklamation verbundene, dreistimm. Jugendchöre m. S.-Solo u. Pfte. Offenbach, André
- Op. 10  Eine Maifeier. Zehn Stücke f. kleine Klavierspieler. (Der Ausmarsch nach dem Walde, Mailied, Der Kukuk im Walde, Ein Tänzchen, Die Mühle am Waldessaum, Fange mich, Der Wettlauf, Die Kahnfahrt, Die fröhliche Heimkehr, Gute Nacht)
- Op. 11  Kinderball. 5 leichte Tanzstücke f. Anfänger im Klavierspiel. (Polonaise, Polka-Mazurka, Polka, Walzer, Galopp)
- Op. 14  Scène de Bal. Polka brillante p. Piano. Breslau, Hainauer
- Op. 15  Danse serpentine. Valse brillante p. Piano. Breslau, Hainauer
- Op. 16  Eisblumen. Fünf leichte Tanzstücke f. kleine Klavierspieler. (Christkindl-Marsch, Bébé’s Tanzstunde, Beim Kostümfest, Die tanzenden Schneeflocken, Eine lustige Schlittenfahrt) Leipzig, Siegel
- Op. 16  No. 1. Christkindl-Marsch f. Pfte. Leipzig, Siegel
- Op. 18  Schneeflocken. Drei leichte Tänze f. die Jugend f. Pfte zu 4 Hdn. (Die Ballkönigin, Ballgeflüster, Die Spröde). Leipzig, Siegel
- Op. 19  Ein Tanz-Album f. kleine Leute. 6 leichte Stücke f. Pfte. (Die kleine Wienerin, Plappermäulchen, Valeska, Wichtelmänner, Eine Schlittenparthie, Kinderfest). Mainz, Schott
- Op. 20 Kunterbunt. Zehn leichte Klavierstücke (Marsch der kleinen Soldaten, Mädchens Klage, Der lustige Trompeter, Gnomentanz, Bébé's Wiegenlied, Der kleine Tambour, Der Wassermann und die Nixe, Libellen, Mama's Geburtstag, Springinsfeld). Breslau, Hainauer, 1899.
- Op. 21  Ein Kränzchen der Kleinen. 6 leichte Tanzstücke f. Pfte. (Die Eröffnung, Faschingslust, Mamsel Uebermut, Das Strampelmännchen, Trotzköpfchen, Kehraus). Leipzig, Siegel
- Op. 22  Pierrot u. Harlekin. Quadrille f. Pfte zu 4 Hdn f. zwei kleine Spieler auf gleicher Stufe. Leipzig, Siegel
- Op. 24  Les deux Dominos. 2 Valses modernes p. Piano. (Domino rouge, Domino noir). Breslau, Hainauer
- Op. 25  Vier brillante Salontänze f. Pfte. (Die Serpentin-Tänzerin, Die Blondine, Olga, Braut-Gavotte). Leipzig, Siegel
- Op. 26  Zwei brillante Klavierstücke. (Wellenrauschen, Die Mondnacht). Leipzig, Siegel
- Op. 27  Vier Tanzweisen f. Pfte zu 4 Hdn. (Jubel-Polonaise, Wienerisch, Glockenspiel, Ungarisch). Leipzig, Siegel
- Op. 28  Zwei kleine Stücke f. Pfte. (Elegie, Geständnis). Leipzig, Siegel
- Op. 29  Im Elfenhain. Gavotte in leichter Spielart f. Pfte. Leipzig, Rózsavölgyi & Co
- Op. 30  Zwei Tänze f. die Jugend f. Pfte. (Polonaise, Walzer). Leipzig, Siegel
- Op. 31  Drei leichte Salonstücke f. Pfte. (Traumbild, Alpen-Idylle, Dämmerstündchen). Breslau, Hainauer
- Op. 32  Fest-Polonaise f. Pfte zu 4 Hdn. Leipzig, Siegel
- Op. 33  Fantaisie mignonne hongroise pour Piano à 2 mains.  Budapest & Lpz., Rozsavölgyi
- Op. 35  Deux Sonatines
- Op. 40  In stiller Nacht
- Op. 42  La Fileuse
- Op. 43  Twelve melodic octave studies, op. 43. Theodore Presser
- Op. 44  Mazurka, no. 2 from "Trois bagatelles, ".Edward Schuberth, 1905
- Op. 46  No. 1. Frühlingsreigen. No. 2. Polka Francaise. No. 3. Die kleine Maske. No.  4. Tanzende Gnomen. No.  5. Die Donau Nixe. No.  6. Die Lustigen
- Op. 47  Morceau de Salon.  (La Danse de Colombine, Chers Souvenirs, Marquita)
- Op. 48  3 Morceaux Pour Piano a 4 Mains
- Op. 53  20 kleine leichte melodiöse Vortragsstücke Heft 1-10
- Op. 56  Souvenir de Lemberg, 1912
- Op. 63  Danses Nationales pour Piano (Danse italienne, Scene hongroise, Valse espagnole, The same, Danse orientale, Moorish dance, Norvegian danse)
- Op. 67  Eight melodious Studies, Presser
- Op. 68  Petite Suite hongroise (Allegro agitato, Andante doloroso, Allegro con fuoco)
- Op. 69  Marionette-Quadrille
- Op. 73  No 1 Le Retour  No 2 Au bal masque, 1905
- Op. 94  Der Akrobat
- Op. 95  Danse bohemienne
- Op. 103  Columbine
- Op. 103  No 1. Mondschein-Idylle
- Op. 108  Sonatine
- Op. 109  Trois Morceaux de Salon (Valse Brillante, Menuet Galant, Intermezzo)
- Op. 116  Sieben kleine Klavierstücke für Anfänger. Wien, Karl Mück
- Op. 117  Morceaux Caracteristiques en Forme des Etudes en Oktaves. Charakterstücke in Form von Oktaven-Etüden. (Klav.) - Leipzig: Bosworth & Co. 1914
- Op. 146  Wiegenlied (Cradle song)
- Blondes Liebchen. Valse elegante. (Klav.) - Berlin, Leipzig, Wien: W. Vobach & Co. 1908/09
- Twilight Dreams – 1. The young Scout   2. Twilight Dreams
- Melodienperlen. Perles de mélodies. Pearls of melodies. 100 volkstümliche Weisen und Klavierstücke für den ersten Anfang (Anhang zu jeder Klavierschule), eingerichtet von Géza Horváth. - Wien, Leipzig: Universal Edition 1920
  - Heft 1, Nr. 1-25. - U.E.6301. 13 S.
  - Heft 2, Nr. 26-50. - U.E.6302. 15 S.
  - Heft 3, Nr. 51-75. - U.E.6303. 17 S.
  - Heft 4. Nr. 76-100. - U.E.6304. 18 S. MS21515-4°. Mus   Öst. Nationalbibliothek
- Sammlung beliebter Rondos für Klavier zu 2 Händen herausgegeben von Geza Horváth. - Wien, Leipzig: Universal-Edition o. J. U.E.2811. 56 S. MS7476-4°.Mus Öst. Nationalbibliothek